# Дом купца Виноградова
Дом купца Виноградова — деревянное здание в Москве (2-й Крутицкий пер., д. 14), построенное в 1880 году. Имеет статус объекта культурного наследия регионального значечения. В настоящее время дом занимают офисы.

## История

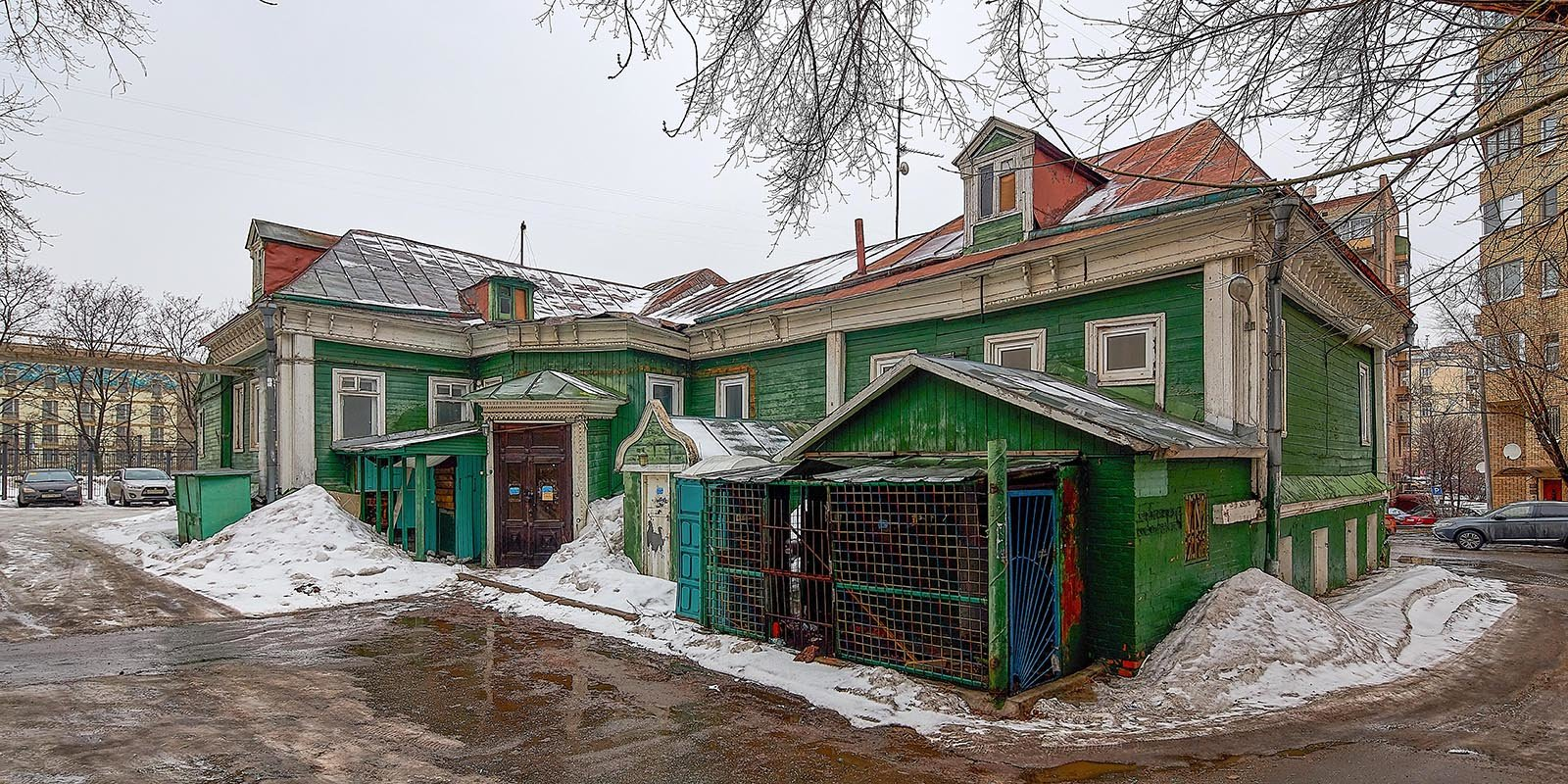
Вид со двора

Деревянный дом во 2-м Крутицком переулке бы построен в 1880 году. Он принадлежал купцу 2-й гильдии старообрядцу Дмитрию Савельевичу Виноградову, владельцу чугунолитейного завода на Крутицах. В собственности Виноградовых дом оставался до Октябрьской революции.
В 2018 году дом был получил статус выявленного объекта культурного наследия, а в 2019 году стал объектом культурного наследия регионального значения.

## Архитектура
Дом купца Виноградова является одним из образцов деревянного зодчества конца XIX века. Он играет важную роль в композиции зданий 2-го Крутицкого переулка.
У дома трёхчастная структура, он имеет цоколь и первый этаж. Фасад украшен резным карнизом с зубцами, имеется резная дверь и фронтон в виде кокошника. Окна первого этажа главного фасада — прямоугольные, с простыми наличниками. Окна цокольного этажа — квадратные, с перемычкой. На крыше находятся слуховые окна с треугольными фронтонами и пилястрами.
Дом имеет высокую степень сохранности. Хорошо сохранилась его объёмно-пространственная структура и фасады. Из существенных утрат — крыльцо, выходившее в сторону Новоспасского проезда.

Элементы декора
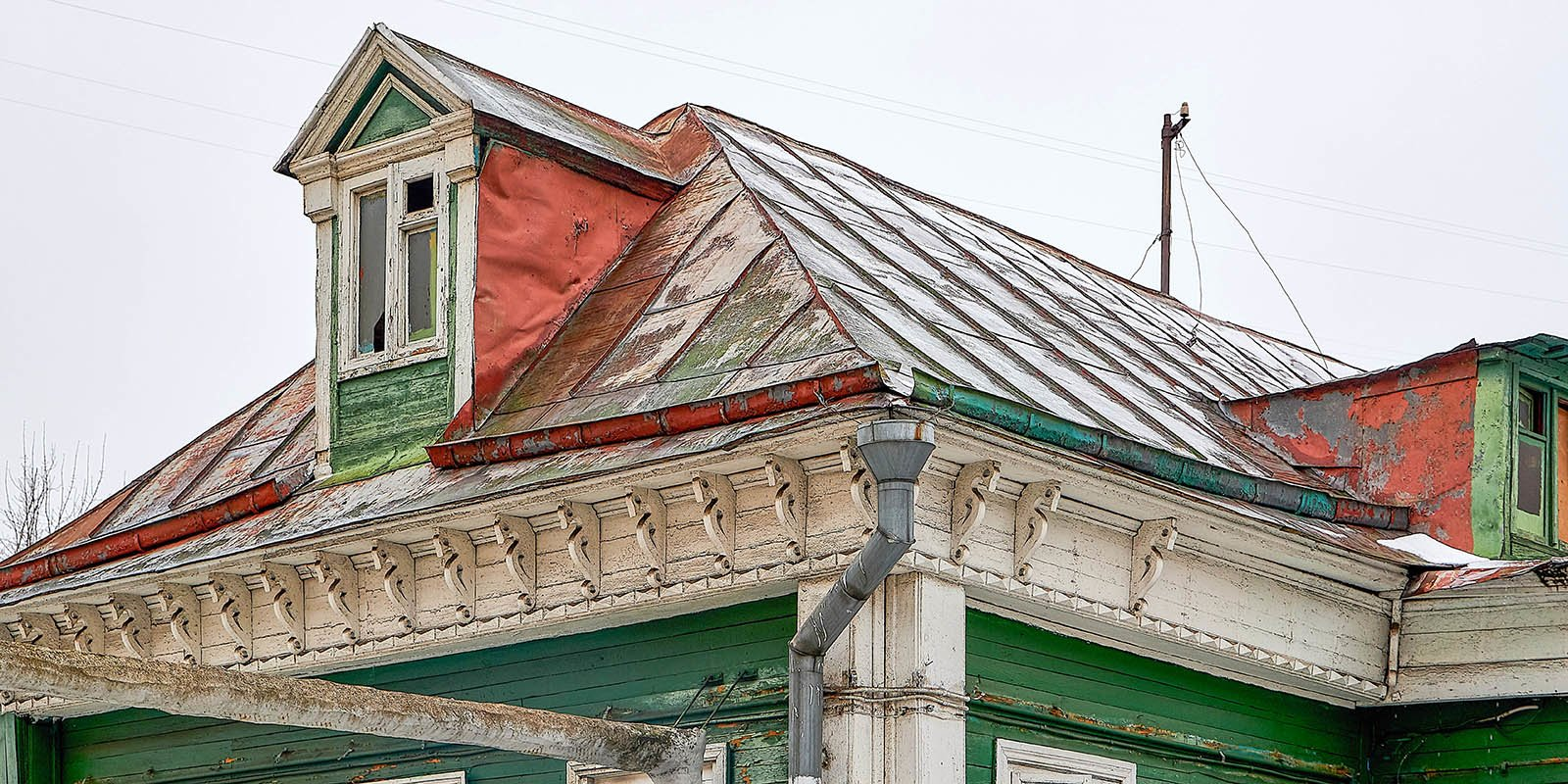
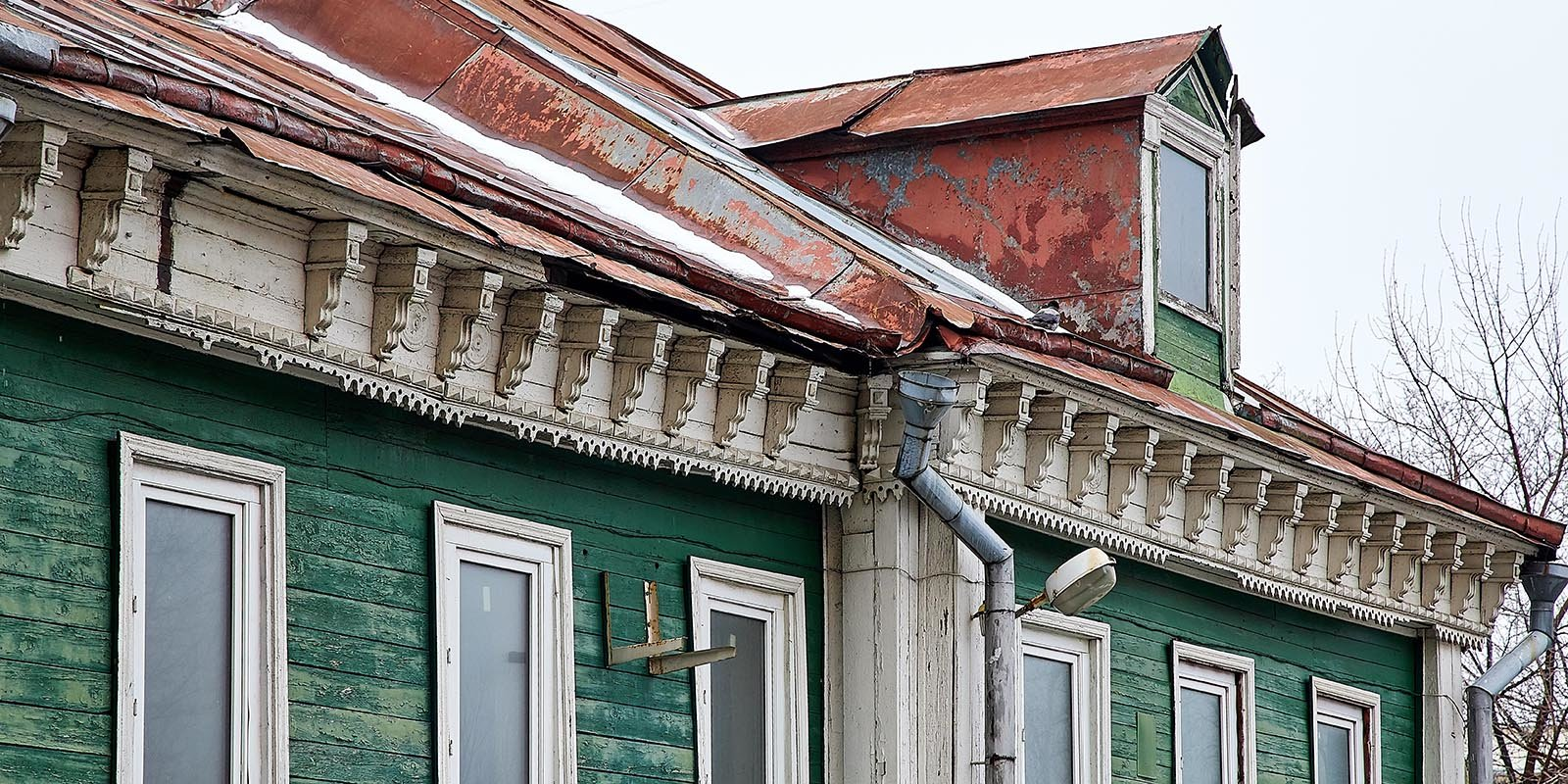
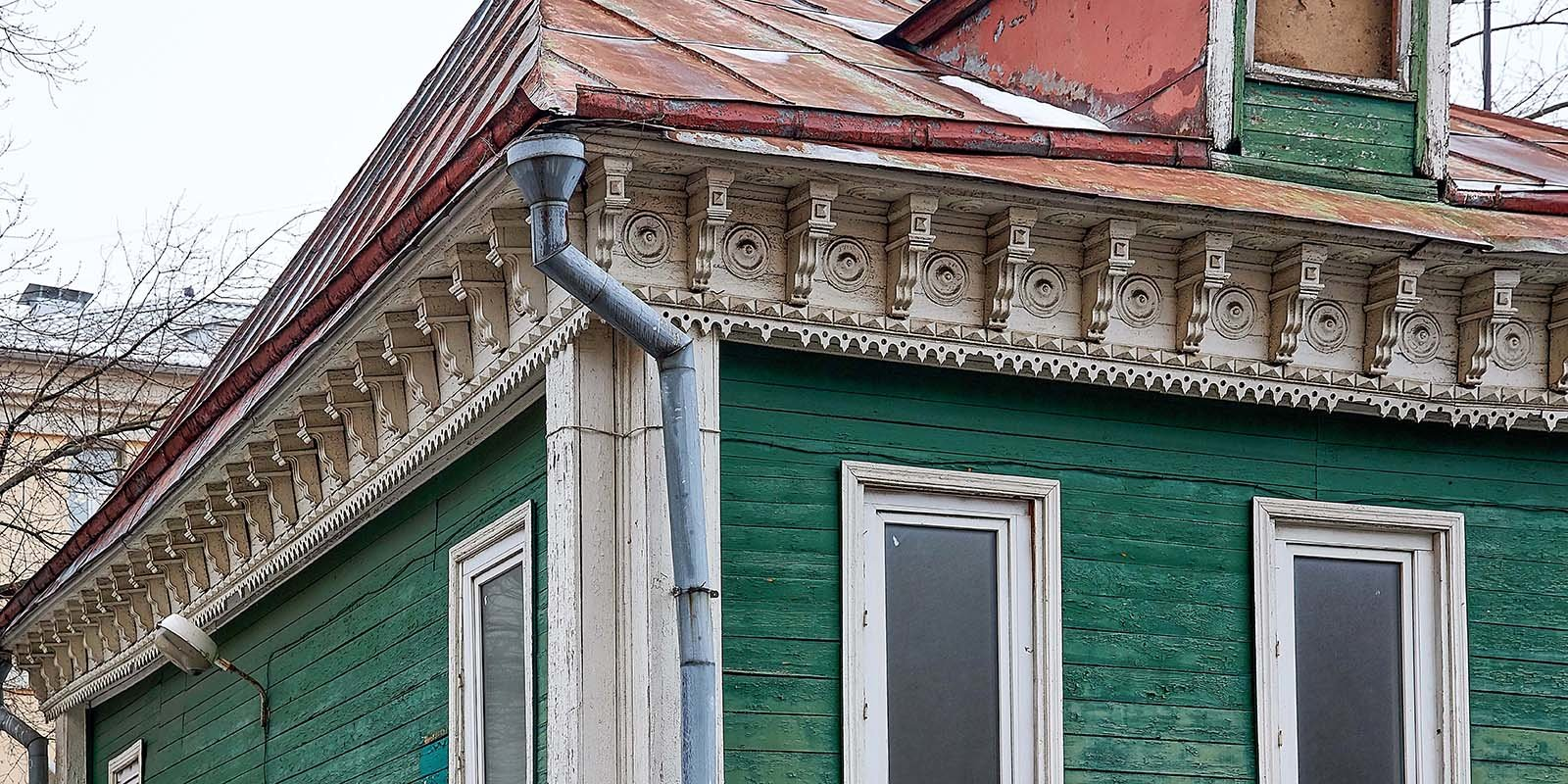
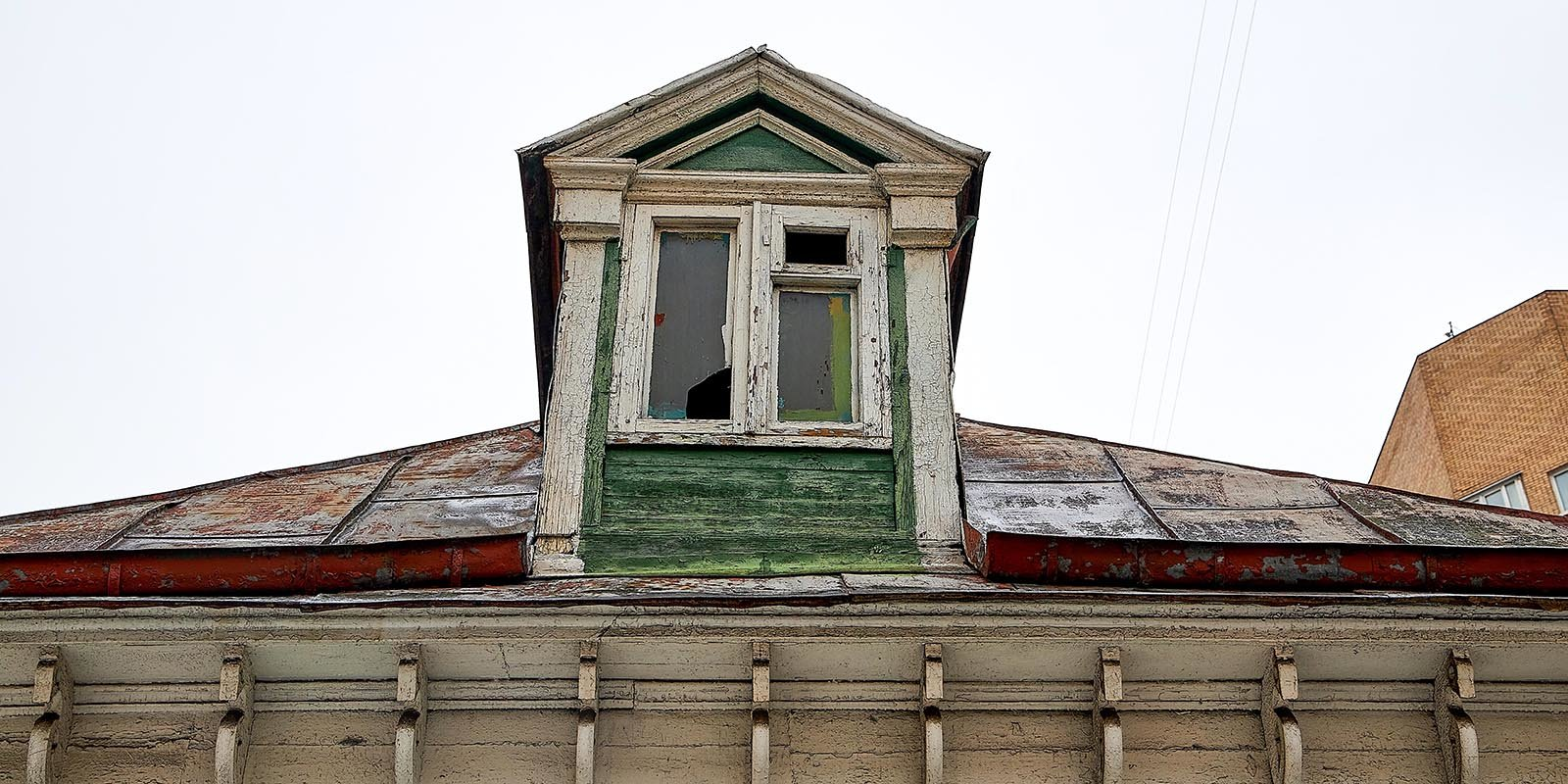
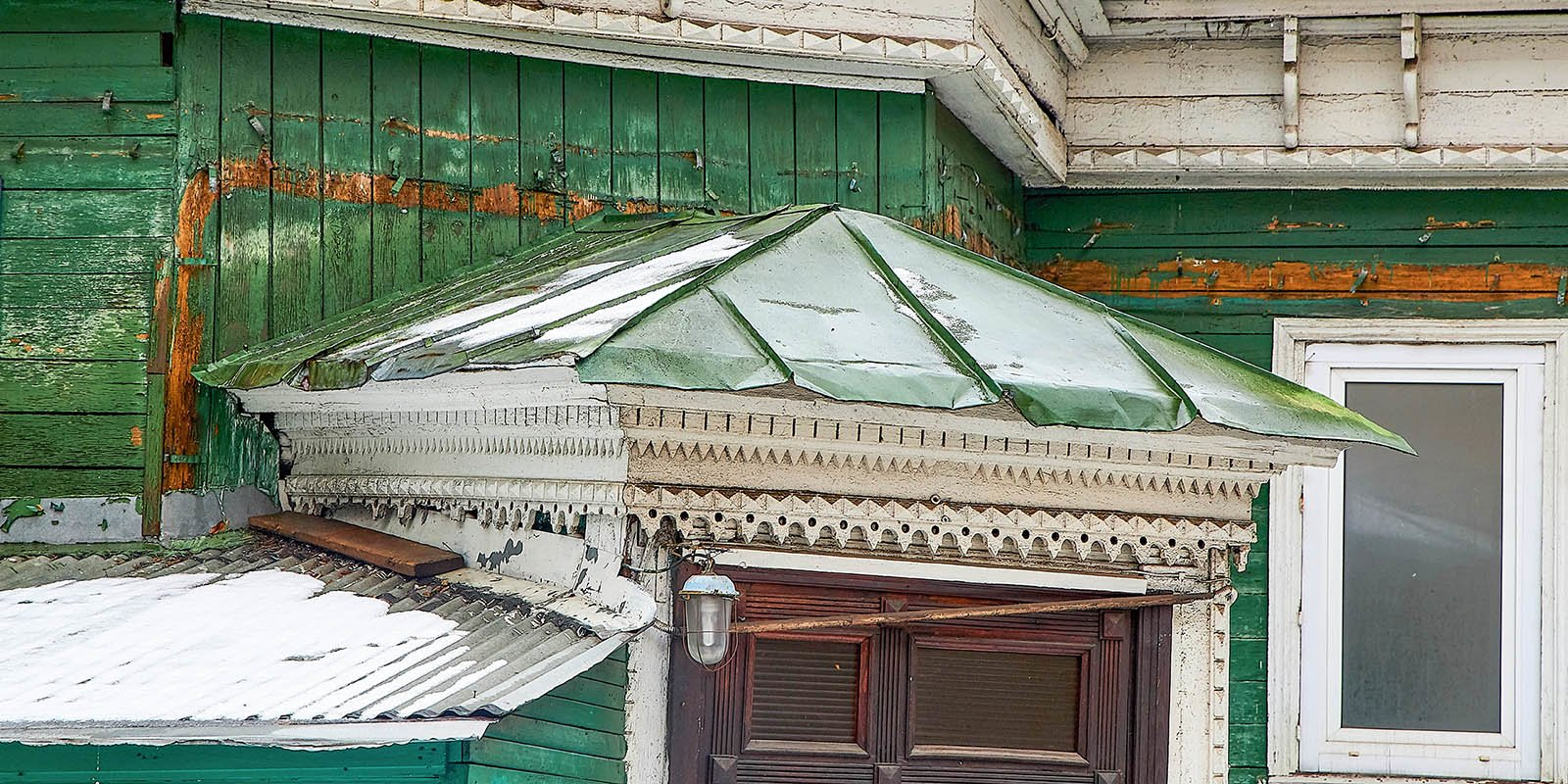